# بيتر برونر
بيتر برونر (بالألمانية: Peter Brunner) (و. 1900 – 1981 م) هو عالم عقيدة، وأستاذ جامعي، توفي عن عمر يناهز 81 عاماً.

## مناصب وهيئات
أدار جامعة هايدلبرغ، وجامعة غيسن.